# Renacer (álbum de DLG)
Renacer es un álbum de estudio publicado en 2007 por la agrupación estadounidense DLG (Dark Latin Groove). Se trata del primer disco de estudio del grupo tras la salida de su cantante original Huey Dunbar, y cuenta con la participación de Yahaira Vargas (más conocida como Miss YaYa), James Da' Barba, Nápoles, Wilfredo Crispín y Néstor Rivero.
El disco logró una nominación a los Premios Grammy en la categoría de mejor álbum latino tropical.

## Lista de canciones
1. "Quiero decirte que te amo" – 3:46
2. "Toro Mata" – 4:45
3. "Pero me acuerdo de ti" – 4:18
4. "Conmigo quédate" – 3;45
5. "El sueño se acabó (tal vez)" – 4:38
6. "No soy esa mujer" – 3:53
7. "No morirá" – 5:26
8. "Muévete" – 6:29
9. "Volveré'" – 5:10
10. "La quiero a morir" – 5:20
11. "Juliana" – 5:50